# Jane X. Luu
| 10370 Hylonome   | 27 febbraio 1995 |
| 15760 Albion     | 30 agosto 1992   |
| 66652 Borasisi   | 8 settembre 1999 |
| 79360 Sila-Nunam | 3 febbraio 1997  |

Jane X. Luu, nata Lưu Lệ Hằng (Saigon, luglio 1963), è un'astronoma vietnamita naturalizzata statunitense.

## Biografia
Nata nell'allora Vietnam del Sud da un traduttore che lavorava per l'esercito statunitense, emigra come rifugiata con la famiglia negli USA nel 1975 alla fine della Guerra del Vietnam.
Consegue il baccellierato nel 1984 all'Università di Stanford e il PhD nel 1992 al MIT. Dopo il dottorato ha lavorato all'Università di Harvard, all'Università di Leida e al Lincoln Laboratory del MIT.
Con David Jewitt nel 1992 scopre 15760 Albion, il primo oggetto transnettuniano. Nel 2004, sempre con Jewitt, individua ghiaccio di acqua pura su 50000 Quaoar.
Il Minor Planet Center le accredita la scoperta di trentasette asteroidi, effettuate tra il 1992 e il 2000, in collaborazione con altri astronomi: K. Berney, Jun Chen, Wyn Evans, David Jewitt, Scott S. Sheppard, David James Tholen e Chad Trujillo.
Le sono stati assegnati nel 1991 il premio Annie Jump Cannon e nel 2012 i premi Shaw e Kavli.
Le è stato dedicato l'asteroide 5430 Luu.